# Wildy Petoud
Wildy Petoud, née en 1957, est une autrice suisse de science-fiction.

## Œuvres

### Romans
- La Route des soleils, Éd. Fleuve noir, 1994
- Tigre au ralenti, Éd. Orion

### Nouvelles
- La Maison de l'araignée, 1986
- La Cage et le Jardin, 1989
- Nocturne avec Emmanuel Jouanne, 1991
- Accident d'amour, 1992, publiée dans Territoires de l'inquiétude-4. Cette nouvelle a reçu le grand prix de l'Imaginaire 1993 de la meilleure nouvelle francophone, ainsi que le prix Rosny aîné 1993 de la meilleure nouvelle.
- Le Sceau de l'ange, 1993
- Sur la route Isabelle, 1993, publiée dans Territoires de l'inquiétude-6.
- Nirvana, la crise des quarante, le trou de l'ozone, la vaisselle et la boîte des aliens..., 1997